# Coppa del Mondo di rugby femminile 2014
La Coppa del Mondo di rugby femminile 2014 (in inglese 2014 Women’s Rugby World Cup; in francese Coupe du monde de rugby féminin 2014) fu la 7ª edizione della Coppa del Mondo di rugby, massima competizione internazionale di rugby a 15 femminile organizzata dall’International Rugby Board.
Si tenne in Francia dal 1º al 17 agosto 2014 e fu vinta dall’Inghilterra, che si aggiudicò il torneo per la seconda volta battendo in finale a Parigi le outsider del Canada, alla loro prima finale.
La vittoria delle inglesi interruppe una striscia vittoriosa di 4 coppe della Nuova Zelanda; la stessa Inghilterra a sua volta era alla sua quarta finale consecutiva.
La federazione francese contribuì alla logistica della manifestazione con due sedi, tra cui il proprio centro federale; la finale si tenne allo stadio parigino Jean Bouin.
Si trattò della manifestazione dopo la quale si interruppe la cadenza quadriennale tenuta dal 1994: World Rugby, nome assunto a novembre 2014 dall’International Rugby Board, decise di spostare la Coppa femminile negli anni dispari post-olimpici sfalsandola di due anni rispetto a quella maschile per riorganizzare i tornei sia a XV che a VII, programmata negli anni pari non olimpici; la successiva edizione, con la partenza della relativa nuova cadenza quadriennale, si tenne quindi tre anni dopo nel 2017.

## Storia

### L'organizzazione
La decisione di assegnare alla Francia l’organizzazione della Coppa del Mondo fu presa il 30 giugno 2011 dal consiglio direttivo dell’International Rugby Board.
Nessun'altra candidatura di peso che rispettasse le raccomandazioni del comitato direttivo della manifestazione (scegliere un Paese con una coerente politica di promozione del rugby femminile e capace di offrire un’organizzazione di livello adatto a una manifestazione mondiale)) fu presentata, e quindi la Francia si trovò di fatto come concorrente unica.

### Il torneo
Le precedenti tre edizioni si erano risolte in una finale per il titolo tra Inghilterra e Nuova Zelanda, in tutte e tre le occasioni vinta da quest’ultima; stante la composizione dei gironi, che vedeva come teste di serie ciascuna delle prime tre classificate dell’edizione precedente, era opinione corrente che le due contendenti fossero le maggiori favorite per il titolo; tuttavia i pronostici furono smentiti da due circostanze: la sconfitta delle Black Ferns per 14-17 contro l’Irlanda nella partita d’esordio (prima sconfitta in Coppa del Mondo dal 1991 e soprattutto prima vittoria di una nazionale irlandese maggiore, maschile o femminile, contro le neozelandesi) e il pareggio 13-13 tra Inghilterra e Canada nella terza giornata che, se da un lato impedì alle finaliste della passata edizione di chiudere la prima fase in testa al seeding (appannaggio altresì della Francia) dall’altro permise alle nordamericane di guadagnare 2 punti grazie ai quali si impose come miglior seconda, estromettendo la Nuova Zelanda dai play-off per il titolo e relegandola a quelli per il quinto posto, e lasciando di conseguenza le inglesi come le più credibili aspiranti alla vittoria finale.
Le Roses rispettarono in semifinale il pronostico, battendo nettamente 40-7 l’Irlanda alla sua prima semifinale assoluta, mentre la sfida tra francesi e canadesi, che vedeva entrambe alla ricerca della loro prima finale di sempre, vide prevalere le visitatrici 18-16.
La finale non fu praticamente mai in discussione: sotto per 0-11 alla fine del primo tempo dopo aver subìto una meta di Danielle Waterman e due piazzati di Emily Scarratt, il Canada ebbe un abbozzo di reazione nella prima metà della ripresa con Magali Harvey che con tre calci dalla piazzola portò la squadra sotto di 2 sul 9-11, ma ancora Scarratt allungò al piede 14-9 e nel finale realizzò una meta che trasformò essa stessa per il definitivo 21-9 con cui le inglesi si aggiudicarono la loro seconda Coppa a vent’anni di distanza da quella vinta in Scozia nel 1994 battendo in finale un'altra nordamericana, gli Stati Uniti.
Emily Scarratt si aggiudicò il titolo di miglior realizzatrice del torneo con 70 punti, mentre le neozelandesi Shakira Baker e Selica Winiata furono le migliori marcatrici di mete a pari merito con 6 ciascuna; la citata Magali Harvey, invece, nonostante la sconfitta della sua squadra in finale, fu premiata con il titolo di miglior giocatrice dell’anno dall’International Rugby Board.

## Squadre qualificate
Delle dodici squadre del torneo, sei erano qualificate automaticamente in virtù del piazzamento ottenuto nella Coppa del Mondo 2010, ovvero la Nuova Zelanda campione uscente, l’Inghilterra finalista, Australia e Francia semifinaliste sconfitte, e di Stati Uniti e Canada, rispettivamente quinti e sesto.
Gli altri sei posti provennero da percorsi di qualificazione regionali, in parte basati su tornei consolidati, in altra parte su competizioni specifiche organizzate allo scopo; per la zona europea / oceaniana le quattro qualificate furono Galles, Irlanda, Spagna e Samoa: per l'Asia si qualificò il Kazakistan e per il play-off afro/asiatico il Sudafrica batté l’Uganda completando il quadro delle partecipanti.
| Fase                  | Africa      | Americhe                                                   | Europa                                                       | Oceania                                                          |
| --------------------- | ----------- | ---------------------------------------------------------- | ------------------------------------------------------------ | ---------------------------------------------------------------- |
| Qualificate d’ufficio |             | - Canada (6ª classificata) - Stati Uniti (5ª classificata) | - Francia (organizzatore) - Inghilterra (2ª classificata)    | - Australia (3ª classificata) - Nuova Zelanda (campione uscente) |
| Schema qualificazioni | - Sudafrica | - Kazakistan                                               | - Irlanda (Europa 1) - Galles (Europa 2) - Spagna (Europa 3) | - Samoa                                                          |

## Impianti
Gli impianti scelti furono il centro sportivo della F.F.R. a Marcoussis (nell’Essonne, a circa 25 km da Parigi), dotato di due campi regolamentari, e per le fasi finali del torneo lo stadio Jean Bouin nel XVI arrondissement della capitale francese a ridosso del Parco dei Principi.
| Città      | Impianto          | Capacità | Incontri |
| ---------- | ----------------- | -------- | -------- |
| Marcoussis | Centro F.F.R.     | 1 000    | 25       |
| Parigi     | Stadio Jean Bouin | 20 000   | 5        |

## Formula
Come nel 2010, le 12 squadre furono ripartite in 3 gruppi da 4 squadre ciascuna; in ciascun gruppo le quattro squadre si affrontarono con il meccanismo del girone all'italiana e classifica stilata secondo il sistema dell’Emisfero Sud (4 punti a vittoria, 2 a pareggio, 0 a sconfitta più il bonus sconfitta di un punto per scarti in gara inferiori o uguali a 7 punti, e altro eventuale bonus di un punto per la squadra che realizzi 4 o più mete in un incontro).
In base al piazzamento nel proprio girone fu assegnato a ciascuna delle 12 squadre un seeding da 1 a 12 che avrebbe determinato a quale delle semifinali avrebbe acceduto:
- alle tre migliori prime in ordine di punteggio decrescente e a seguire la miglior seconda furono assegnati i seeding da 1 a 4 e accedettero alle semifinali per il titolo mondiale;
- alle altre due seconde e alle due migliori terze fu assegnato il seeding da 5 a 8 e disputarono le semifinali per i posti dal quinto all’ottavo;
- alla peggiore terza e alle tre ultime di ciascun girone fu assegnato il seeding da 9 a 12 e disputarono le semifinali per i posti dal nono al dodicesimo.

Tutte le gare di play-off erano a eliminazione diretta con eventuali tempi supplementari e spareggio ai calci liberi.

## Gironi
Il sorteggio dei gironi ebbe luogo il 30 ottobre 2013 all’Hôtel de Ville di Parigi.
Le 12 squadre furono ripartite in 4 fasce di merito: nella prima fascia furono incluse le prime tre della Coppa del Mondo precedente (in ordine di ranking Nuova Zelanda, Inghilterra e Australia); a seguire, in seconda fascia, le classificate dal quarto al sesto posto della stessa competizione (Francia, Stati Uniti e Canada).
Le altre furono determinate dal loro rendimento nelle competizioni precedenti e nei test match tra le due Coppe (Irlanda, Galles e Spagna in terza fascia e Kazakistan, Samoa e Sudafrica in quarta).
I tre gironi furono quindi formati da una squadra per fascia, per un totale di quattro gironi da tre squadre ciascuno.
| Girone A                                                  | Girone B                                                               | Girone C                                                     |
| --------------------------------------------------------- | ---------------------------------------------------------------------- | ------------------------------------------------------------ |
| - Canada (Q) - Inghilterra (Q) - Spagna (E3) - Samoa (OC) | - Irlanda (E1) - Kazakistan (AS) - Nuova Zelanda (Q) - Stati Uniti (Q) | - Australia (Q) - Francia (Q) - Galles (E2) - Sudafrica (AF) |

## Fase a gironi

### Girone A
| Data     | Incontro             | Risultato | Sede       |
| -------- | -------------------- | --------- | ---------- |
| 1-8-2014 | Canada ― Spagna      | 31-5      | Marcoussis |
| 1-8-2014 | Inghilterra ― Samoa  | 65-3      | Marcoussis |
| 5-8-2014 | Inghilterra ― Spagna | 45-5      | Marcoussis |
| 5-8-2014 | Canada ― Samoa       | 42-7      | Marcoussis |
| 9-8-2014 | Spagna ― Samoa       | 41-5      | Marcoussis |
| 9-8-2014 | Inghilterra ― Canada | 13-13     | Marcoussis |

|   | Classifica  | G | V | N | P | PF  | PS  | P±   | BP | PT |
| - | ----------- | - | - | - | - | --- | --- | ---- | -- | -- |
| 1 | Inghilterra | 3 | 2 | 1 | 0 | 123 | 21  | +102 | 2  | 12 |
| 2 | Canada      | 3 | 2 | 1 | 0 | 86  | 25  | +61  | 2  | 12 |
| 3 | Spagna      | 3 | 1 | 0 | 2 | 51  | 81  | -30  | 1  | 5  |
| 4 | Samoa       | 3 | 0 | 0 | 3 | 15  | 148 | -133 | 0  | 0  |

### Girone B
| Data     | Incontro                    | Risultato | Sede       |
| -------- | --------------------------- | --------- | ---------- |
| 1-8-2014 | Nuova Zelanda ― Kazakistan  | 79-5      | Marcoussis |
| 1-8-2014 | Stati Uniti ― Irlanda       | 17-23     | Marcoussis |
| 5-8-2014 | Stati Uniti ― Kazakistan    | 47-7      | Marcoussis |
| 5-8-2014 | Nuova Zelanda ― Irlanda     | 14-17     | Marcoussis |
| 9-8-2014 | Irlanda ― Kazakistan        | 40-5      | Marcoussis |
| 9-8-2014 | Nuova Zelanda ― Stati Uniti | 34-3      | Marcoussis |

|   | Classifica    | G | V | N | P | PF  | PS  | P±   | BP | PT |
| - | ------------- | - | - | - | - | --- | --- | ---- | -- | -- |
| 1 | Irlanda       | 3 | 3 | 0 | 0 | 80  | 36  | +44  | 1  | 13 |
| 2 | Nuova Zelanda | 3 | 2 | 0 | 1 | 127 | 25  | +102 | 3  | 11 |
| 3 | Stati Uniti   | 3 | 1 | 0 | 2 | 67  | 64  | +3   | 2  | 6  |
| 4 | Kazakistan    | 3 | 0 | 0 | 3 | 17  | 166 | -149 | 0  | 0  |

### Girone C
| Data     | Incontro              | Risultato | Sede       |
| -------- | --------------------- | --------- | ---------- |
| 1-8-2014 | Australia ― Sudafrica | 26-3      | Marcoussis |
| 1-8-2014 | Francia ― Galles      | 26-0      | Marcoussis |
| 5-8-2014 | Australia ― Galles    | 25-3      | Marcoussis |
| 5-8-2014 | Francia ― Sudafrica   | 55-3      | Marcoussis |
| 9-8-2014 | Galles ― Sudafrica    | 35-3      | Marcoussis |
| 9-8-2014 | Australia ― Francia   | 3-17      | Marcoussis |

|   | Classifica | G | V | N | P | PF | PS  | P±   | BP | PT |
| - | ---------- | - | - | - | - | -- | --- | ---- | -- | -- |
| 1 | Francia    | 3 | 3 | 0 | 0 | 98 | 6   | +92  | 2  | 14 |
| 2 | Australia  | 3 | 2 | 0 | 1 | 54 | 23  | +31  | 0  | 8  |
| 3 | Galles     | 3 | 1 | 0 | 2 | 38 | 54  | -16  | 1  | 5  |
| 4 | Sudafrica  | 3 | 0 | 0 | 3 | 9  | 116 | -107 | 0  | 0  |

### Classifica combinata eseeding
|    | Classifica    | G | V | N | P | PF  | PS  | P±   | B | PT |
| -- | ------------- | - | - | - | - | --- | --- | ---- | - | -- |
| 1  | Francia       | 3 | 3 | 0 | 0 | 98  | 6   | +92  | 2 | 14 |
| 2  | Irlanda       | 3 | 3 | 0 | 0 | 80  | 36  | +44  | 1 | 13 |
| 3  | Inghilterra   | 3 | 2 | 1 | 0 | 123 | 21  | +102 | 2 | 12 |
| 4  | Canada        | 3 | 2 | 1 | 0 | 86  | 25  | +61  | 2 | 12 |
| 5  | Nuova Zelanda | 3 | 2 | 0 | 1 | 127 | 25  | +102 | 3 | 11 |
| 6  | Australia     | 3 | 2 | 0 | 1 | 54  | 23  | +31  | 0 | 8  |
| 7  | Stati Uniti   | 3 | 1 | 0 | 2 | 67  | 64  | +3   | 2 | 6  |
| 8  | Galles        | 3 | 1 | 0 | 2 | 38  | 54  | -16  | 1 | 5  |
| 9  | Spagna        | 3 | 1 | 0 | 2 | 51  | 81  | -30  | 1 | 5  |
| 10 | Kazakistan    | 3 | 0 | 0 | 3 | 17  | 166 | -149 | 0 | 0  |
| 11 | Samoa         | 3 | 0 | 0 | 3 | 15  | 148 | -133 | 0 | 0  |
| 12 | Sudafrica     | 3 | 0 | 0 | 3 | 9   | 116 | -107 | 0 | 0  |

## Fase aplay-off

### Play-off per il 9º posto
|  | Semifinali | Semifinali | Semifinali |        |           | Finale 9º posto  | Finale 9º posto  | Finale 9º posto  |  |
|  |            |            |            |        |           |                  |                  |                  |  |
|  | Sudafrica  | Sudafrica  | 25         |        |           |                  |                  |                  |  |
|  | Sudafrica  | Sudafrica  | 25         |        |           |                  |                  |                  |  |
|  | Samoa      | Samoa      | 24         |        |           |                  |                  |                  |  |
|  | Samoa      | Samoa      | 24         |        | Sudafrica | Sudafrica        | 0                |                  |  |
|  |            |            |            |        | Sudafrica | Sudafrica        | 0                |                  |  |
|  |            |            | Spagna     | Spagna | 36        |                  |                  |                  |  |
|  | Spagna     | Spagna     | Spagna     | Spagna | 36        | 18               |                  |                  |  |
|  | Spagna     | Spagna     |            |        |           | 18               |                  |                  |  |
|  | Kazakistan | Kazakistan | 5          |        |           | Finale 11º posto | Finale 11º posto | Finale 11º posto |  |
|  | Kazakistan | Kazakistan | 5          |        |           |                  |                  |                  |  |
|  |            |            |            |        |           |                  |                  |                  |  |
|  |            |            |            |        |           | Samoa            | Samoa            | 31               |  |
|  |            |            |            |        |           | Samoa            | Samoa            | 31               |  |
|  |            |            |            |        |           | Kazakistan       | Kazakistan       | 0                |  |

#### Semifinali
| Arbitro: | Alhambra Nievas |

|                                    |      |                                  |
| Nojoko 1’ Geldenhuys 31’ Grain 60’ | mt   | 4’, 34’ Milo 16’ Faitala-Mariner |
| Z. Jordaan 1’, 31’                 | tr   | 4’, 16’, 34’ Milo                |
| Z. Jordaan 15’, 20’                | c.p. | 47’ Milo                         |

| Arbitro: | Sherry Turnbull |

|                           |      |             |
| Alameda 13’ R. García 79’ | mt   | 34’ Chamova |
| P. García 79’             | tr   |             |
| P. García 37’, 70’        | c.p. |             |

#### Finale per l’11º posto
| Arbitro: | Marlize Jordaan |

|                                             |    |  |
| Mefi 9’, 22’ Start 44’ Collins 52’ Milo 56’ | mt |  |
| Milo 9’, 22’, 44’                           | tr |  |

#### Finale per il 9º posto
| Arbitro: | Jessica Beard |

|  |      |                                                           |
|  | mt   | 19’, 78’ P. García 33’ B. Plá 65’ tecnica 80’ E. Martínez |
|  | tr   | 19’, 33’, 65’ P. García 78’ Roca                          |
|  | c.p. | 16’ P. García                                             |

### Play-offper il 5º posto

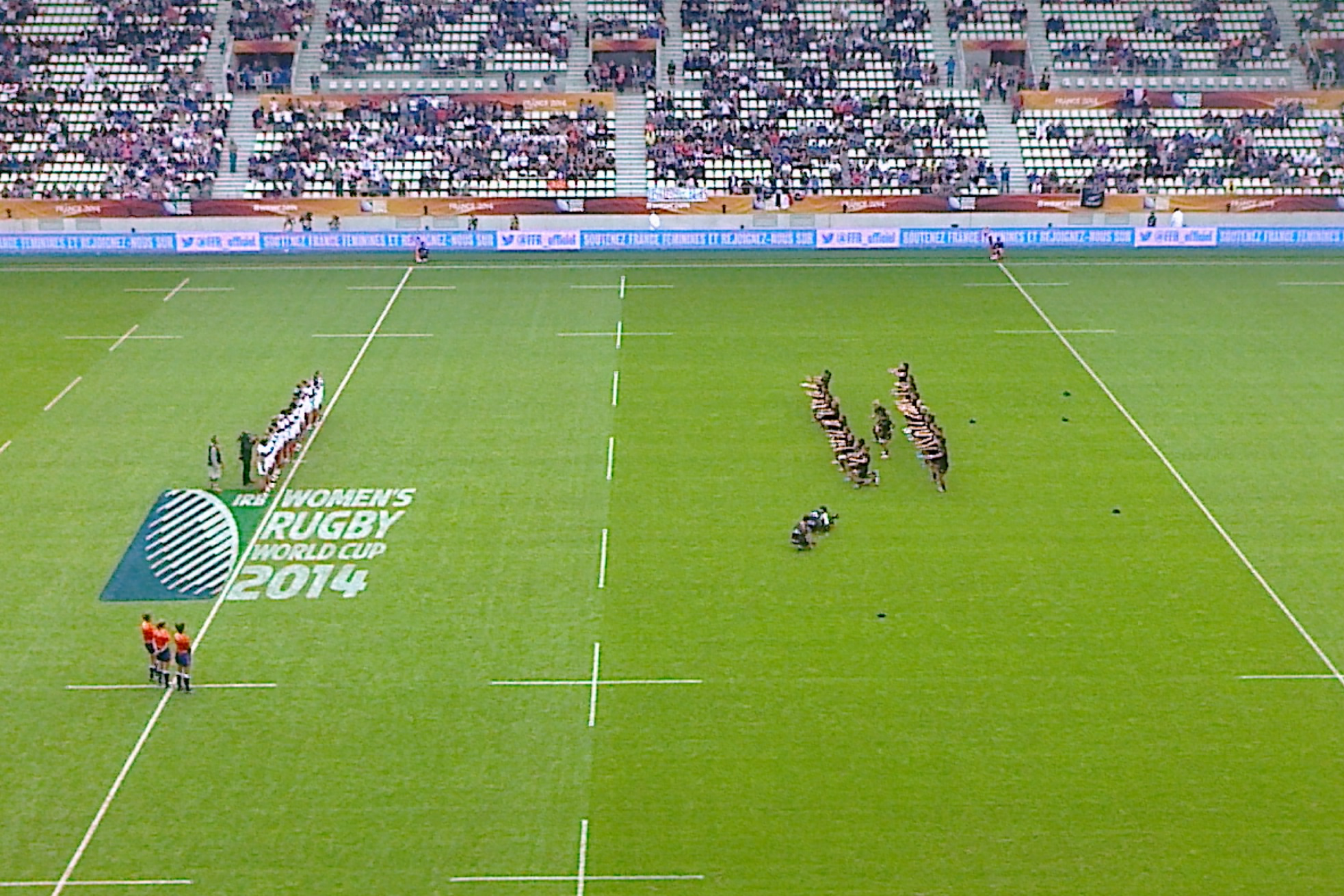
La haka neozelandese a Parigi prima della finale per il 5º posto contro la

|  | Semifinali    | Semifinali    | Semifinali    |               |             | Finale 5º posto | Finale 5º posto | Finale 5º posto |  |
|  |               |               |               |               |             |                 |                 |                 |  |
|  | Australia     | Australia     | 20            |               |             |                 |                 |                 |  |
|  | Australia     | Australia     | 20            |               |             |                 |                 |                 |  |
|  | Stati Uniti   | Stati Uniti   | 23            |               |             |                 |                 |                 |  |
|  | Stati Uniti   | Stati Uniti   | 23            |               | Stati Uniti | Stati Uniti     | 5               |                 |  |
|  |               |               |               |               | Stati Uniti | Stati Uniti     | 5               |                 |  |
|  |               |               | Nuova Zelanda | Nuova Zelanda | 55          |                 |                 |                 |  |
|  | Nuova Zelanda | Nuova Zelanda | Nuova Zelanda | Nuova Zelanda | 55          | 63              |                 |                 |  |
|  | Nuova Zelanda | Nuova Zelanda |               |               |             | 63              |                 |                 |  |
|  | Galles        | Galles        | 7             |               |             | Finale 7º posto | Finale 7º posto | Finale 7º posto |  |
|  | Galles        | Galles        | 7             |               |             |                 |                 |                 |  |
|  |               |               |               |               |             |                 |                 |                 |  |
|  |               |               |               |               |             | Australia       | Australia       | 30              |  |
|  |               |               |               |               |             | Australia       | Australia       | 30              |  |
|  |               |               |               |               |             | Galles          | Galles          | 3               |  |

#### Semifinali
| Arbitro: | Claire Hodnett |

|                                                                                               |    |             |
| Baker 6’, 18’, 26’, 73’ Winiata 15’, 53’ Savage 37’ Itunu 43’ Hireme 56’ Eviritt 66’ Rule 71’ | mt | 24’ Harries |
| Cocksedge 6’, 43’, 53’ Brazier 71’                                                            | tr | 24’ Wilkins |

| Arbitro: | Jessica Beard |

|                                 |      |                                 |
| Parry 2’ Morgan 22’ tecnica 50’ | mt   | 43’ Potter 61’ Farmer 68’ McGee |
| Hewson 3’                       | tr   | 68’ Rozier                      |
| Hewson 64’                      | c.p. | 8’ Anderson 79’ Rozier          |

#### Finale per il 7º posto
| Arbitro: | Claire Hodnett |

|                                                         |      |             |
| Patu 17’ Dennison 26’ Brown 64’ Williams 76’ Morgan 80’ | mt   |             |
| Hewson 80’                                              | tr   |             |
| Hewson 60’                                              | c.p. | 30’ Wilkins |

#### Finale per il 5º posto
| Arbitro: | Helen O’Reilly |

|            |    |                                                                                   |
| Rozier 49’ | mt | 15’ Savage 24’ Everitt 31’ Baker 34’ Winiata 37’, 43’, 59’, 77’ Hireme 70’ Nelson |
|            | tr | 31’, 34’, 37’, 59’, 70’ Brazier                                                   |

### Play-offper il titolo

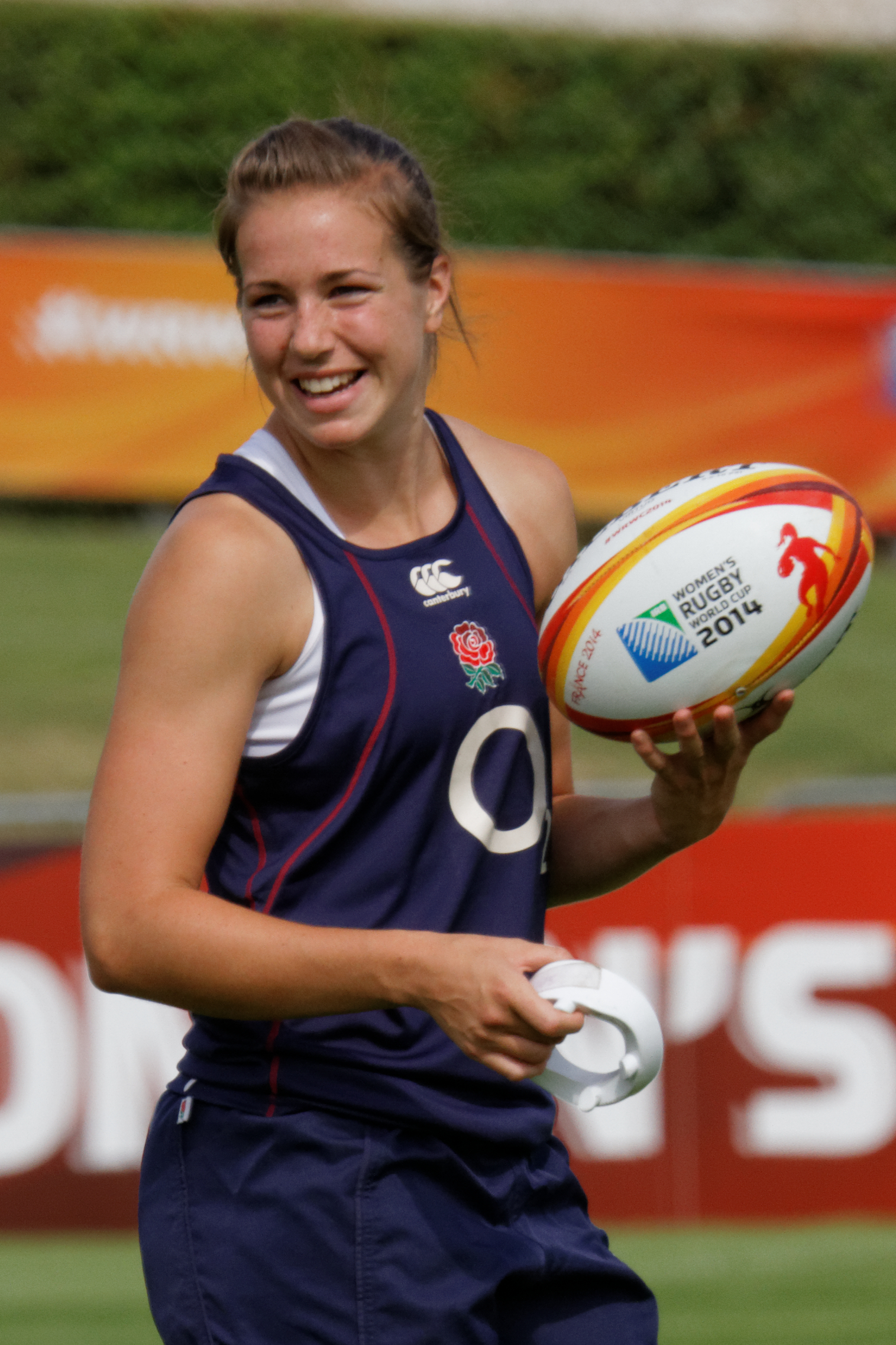
L’inglese Emily Scarratt, 70 punti nel torneo

|  | Semifinali  | Semifinali  | Semifinali |        |             | Finale          | Finale          | Finale          |  |
|  |             |             |            |        |             |                 |                 |                 |  |
|  | Irlanda     | Irlanda     | 7          |        |             |                 |                 |                 |  |
|  | Irlanda     | Irlanda     | 7          |        |             |                 |                 |                 |  |
|  | Inghilterra | Inghilterra | 40         |        |             |                 |                 |                 |  |
|  | Inghilterra | Inghilterra | 40         |        | Inghilterra | Inghilterra     | 21              |                 |  |
|  |             |             |            |        | Inghilterra | Inghilterra     | 21              |                 |  |
|  |             |             | Canada     | Canada | 9           |                 |                 |                 |  |
|  | Francia     | Francia     | Canada     | Canada | 9           | 16              |                 |                 |  |
|  | Francia     | Francia     |            |        |             | 16              |                 |                 |  |
|  | Canada      | Canada      | 18         |        |             | Finale 3º posto | Finale 3º posto | Finale 3º posto |  |
|  | Canada      | Canada      | 18         |        |             |                 |                 |                 |  |
|  |             |             |            |        |             |                 |                 |                 |  |
|  |             |             |            |        |             | Irlanda         | Irlanda         | 18              |  |
|  |             |             |            |        |             | Irlanda         | Irlanda         | 18              |  |
|  |             |             |            |        |             | Francia         | Francia         | 25              |  |

#### Semifinali
| Arbitro: | Amy Perrett |

|            |      |                                                      |
| Bourke 16’ | mt   | 25’ Clark 36’ Merchant 57’ K. Wilson 70’, 74’ Packer |
| Briggs 16’ | tr   | 36’ Scarratt 70’, 74’ Large                          |
|            | c.p. | 33’, 42’, 47’ Scarratt                               |

| Arbitro: | Helen O’Reilly |

|                       |      |                       |
| Koita 56’ N’Diaye 65’ | mt   | 42’ Alarie 46’ Harvey |
|                       | tr   | 46’ Harvey            |
| Agricole 6’, 34’      | c.p. | 29’, 43’ Harvey       |

#### Finale per il 3º posto
| Arbitro: | Sherry Turnbull |

|                      |      |                                                |
| Briggs 6’ Davitt 40’ | mt   | 13’ Mignot 31’ Trémoulière 47’, 80+1’ Guiglion |
| Briggs 40’           | tr   | 13’ Agricole                                   |
| Briggs 27’, 61’      | c.p. | 66’ Trémoulière                                |

#### Finale
| Arbitro: | Amy Perrett |

| |              | |
| Waterman 33’ Scarratt 74’ | mt           | |
| Scarratt 74’ | tr           | |
| Scarratt 11’, 25’, 60’ | c.p.         | 42’, 45’, 58’ Harvey |
| · 47’ 52’ Waterman · 70’ Merchant · Scarratt · 78’ Burford · K. Wilson · McLean · 78’ Hunt · Clark · 58’ Fleetwood · 54’ Hemming · Taylor · 54’ McGilchrist · 65’ Packer · Alphonsi · Hunter | Formazioni   | · Zussman 76’ · Harvey · Marchak · Burk · Dovanne 60’ · Belchos · Alarie · Pinault-Reid 76’ · Donaldson 46’ · Leith 70’ · Blackwood · Samson 41’ · Murphy · Paquin · K. Russell |
| · 47’, 70’ 52’ Allan · 54’ Essex · 54’ Keates · 58’ Croker · 65’ Matthews · 78’ Large · 78’ Mason                                                                                            | Sostituzioni | · Mack 41’ · L. Russell 46’ · Waters 60’ · DeMerchant 70’ · Kirby 76’ · Sugawara 76’                                                                                            |
| Gary Street | Allenatori   | François Ratier |

## Classifica finale

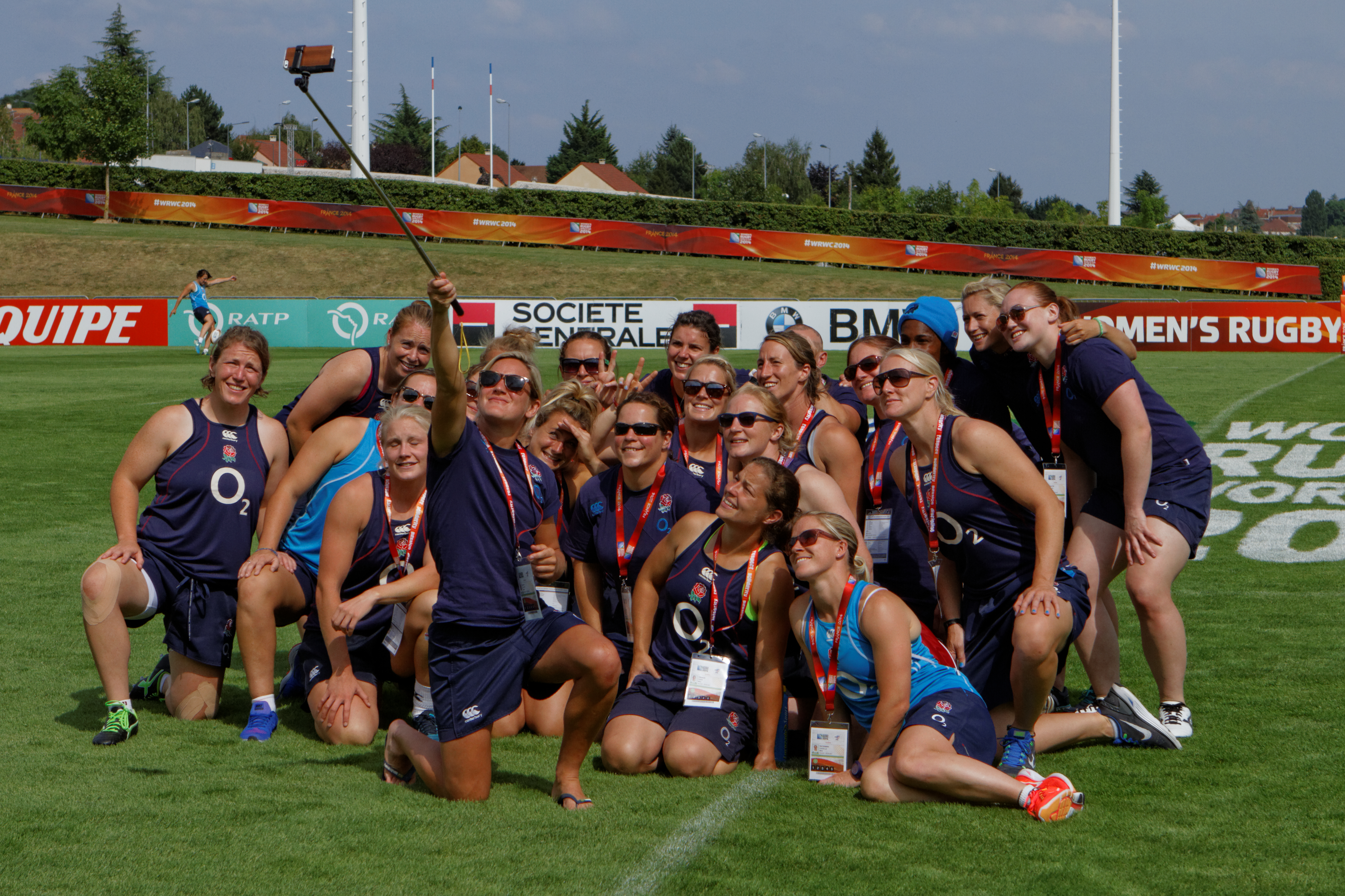
Gruppo di giocatrici inglesi future campionesse durante un allenamento pre-gara al torneo

|    | Squadra       |
| -- | ------------- |
|    | Inghilterra   |
|    | Canada        |
|    | Francia       |
| 4  | Irlanda       |
| 5  | Nuova Zelanda |
| 6  | Stati Uniti   |
| 7  | Australia     |
| 8  | Galles        |
| 9  | Spagna        |
| 10 | Sudafrica     |
| 11 | Samoa         |
| 12 | Kazakistan    |